# تریستان باون
تریستان باون (انگلیسی: Tristan Bowen؛ زادهٔ ۳۰ ژانویهٔ ۱۹۹۱) یک بازیکن فوتبال اهل ایالات متحده آمریکا است.